# Bryanston School

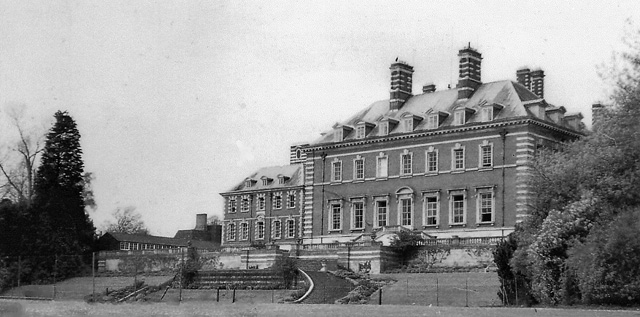
Bryanton School en 1953.

Bryanston School est une école avec internat dans le Dorset, en Angleterre.

## Historique
Bryanston School est un pensionnat mixte indépendant à Blandford Forum, au nord du Dorset, près du village de Bryanston. Cette école a été fondée en 1928 et occupe un manoir bâti à la fin du XIXe siècle par Richard Norman Shaw pour le vicomte Portman et est situé dans 1,6 km².